# Đường lên đỉnh Olympia năm thứ 5
Đường lên đỉnh Olympia năm thứ 5, thường được gọi tắt là Olympia 5 hay O5 là năm thứ 5 của cuộc thi Đường lên đỉnh Olympia dành cho học sinh trung học phổ thông do Đài Truyền hình Việt Nam tổ chức. Cuộc thi năm thứ 5 được phát sóng trên kênh VTV3 từ ngày 10 tháng 8 năm 2003 và kết thúc với trận chung kết được truyền hình trực tiếp vào ngày 22 tháng 8 năm 2004. Đây là năm cuối cùng MC Lưu Minh Vũ dẫn dắt chương trình này.
Nhà vô địch của năm thứ 5 là Đỗ Lâm Hoàng đến từ Trường Trung học phổ thông Gò Vấp, TP.HCM. Đây là lần đầu tiên một học sinh đến từ một trường THPT không chuyên giành ngôi vị quán quân của chương trình.

## Luật chơi
Một chương trình gồm có bốn phần thi:

### Khởi động
Mỗi thí sinh trả lời nhanh các câu hỏi với số lượng không hạn chế trong vòng 60 giây. Mỗi câu trả lời đúng được 10 điểm. Phần chơi kết thúc khi hết giờ hoặc khi thí sinh trả lời sai/bỏ qua 5 câu liên tiếp (trừ trận chung kết).

### Vượt chướng ngại vật
Có 8 từ hàng ngang, trong đó mỗi từ có chứa 1 hoặc nhiều chữ cái để lập thành một từ chìa khoá mà các thí sinh phải đi tìm. Mỗi thí sinh sẽ có 2 lượt lựa chọn từ hàng ngang. Trong vòng 10 giây, thí sinh chọn từ hàng ngang bấm chuông để trả lời. Nếu thí sinh đó không trả lời đúng hoặc không có câu trả lời thì 3 thí sinh còn lại có 5 giây để bấm chuông giành quyền trả lời. Trả lời đúng được 20 điểm, đồng thời các chữ cái, chữ số và dấu của từ hàng ngang được tô xanh sẽ xuất hiện trong từ chìa khoá.
Thí sinh có quyền bấm chuông trả lời từ chìa khoá bất cứ lúc nào. Trả lời đúng từ chìa khóa được 40 điểm, trả lời sai thí sinh sẽ bị loại khỏi phần chơi này.

### Tăng tốc
Có 4 câu hỏi IQ (tìm quy luật, chuỗi logic, cái gì sai, giải mật mã...), ở mỗi câu các thí sinh cùng trả lời bằng máy tính trong vòng 30 giây. Mỗi câu trả lời đúng được 20 điểm. Thí sinh có quyền đặt ngôi sao hy vọng một lần cho một câu hỏi. Trả lời đúng câu hỏi có ngôi sao hy vọng được 40 điểm, sai bị trừ 20 điểm.

### Về đích
Có 4 lĩnh vực: Khoa học tự nhiên, Khoa học xã hội, Công nghệ thông tin - Tiếng Anh, Thể thao - Nghệ thuật; mỗi lĩnh vực gồm 3 câu hỏi 10, 20, 30 điểm. Mỗi thí sinh có hai lượt lựa chọn các lĩnh vực khác nhau.
Thí sinh đang trả lời câu hỏi của mình phải đưa ra câu trả lời trong thời gian quy định. Nếu thí sinh không trả lời được câu hỏi thì các thí sinh còn lại có 5 giây để bấm chuông trả lời. Thí sinh bấm chuông giành quyền trả lời nếu trả lời đúng được cộng thêm số điểm của câu hỏi từ thí sinh vừa trả lời sai, trả lời sai cả hai thí sinh đều không bị trừ điểm.

## Chi tiết các trận đấu

### Trận 28: Tuần 2 Tháng 1 Quý 3
Phát sóng: 10 giờ ngày 22 tháng 2 năm 2004
| Họ và tên thí sinh     | Trường                                  | Khởi động | VCNV | Tăng tốc | Về đích | Tổng điểm |
| ---------------------- | --------------------------------------- | --------- | ---- | -------- | ------- | --------- |
| Nguyễn Nguyễn Thái Bảo | THPT Chuyên Quốc học, Thừa Thiên - Huế  | 30        | 100  | 80       | 10      | 220       |
| Đào Thuỳ Linh          | THPT Đồng Quan, Hà Nội                  | 40        | 40   | 60       | -10     | 130       |
| Đinh Hồng Hà           | THPT Hữu Lũng, Lạng Sơn                 | 20        | 0    | 80       | 0       | 100       |
| Vũ Thị Hoàng Lan       | THPT Trần Hưng Đạo - Thanh Xuân, Hà Nội | 40        | 0    | 80       | 20      | 140       |

### Trận 29: Tuần 3 Tháng 1 Quý 3
Phát sóng: 10 giờ ngày 29 tháng 2 năm 2004
| Họ và tên thí sinh | Trường                                | Khởi động | VCNV | Tăng tốc | Về đích | Tổng điểm |
| ------------------ | ------------------------------------- | --------- | ---- | -------- | ------- | --------- |
| Trần Công Duy      | THPT Chuyên Huỳnh Mẫn Đạt, Kiên Giang | 30        | 40   | 60       | -10     | 120       |
| Triệu Thế Thuần    | THPT Chợ Đồn, Bắc Kạn                 | 40        | 40   | 40       | 10      | 130       |
| Nguyễn Như Trọng   | THPT Bãi Cháy, Quảng Ninh             | 30        | 20   | 80       | 20      | 150       |
| Nguyễn Lê Hoàng Sa | THPT Phan Chu Trinh, Đà Nẵng          | 40        | 20   | 60       | 30      | 150       |

### Trận 32: Tuần 2 Tháng 2 Quý 3
Phát sóng: 10 giờ ngày 21 tháng 3 năm 2004
| Họ và tên thí sinh   | Trường                             | Khởi động | VCNV | Tăng tốc | Về đích | Tổng điểm |
| -------------------- | ---------------------------------- | --------- | ---- | -------- | ------- | --------- |
| Nguyễn Thị Huỳnh Như | THPT Hậu Nghĩa, Long An            | 20        | 40   | 60       | 10      | 130       |
| Nguyễn Nam Phong     | THPT An Thạnh, Bình Dương          | 10        | 20   | 40       | 20      | 90        |
| Lê Vũ Thanh Bình     | THPT Chuyên Lê Quý Đôn, Khánh Hoà  | 40        | 40   | 40       | 0       | 120       |
| Chử Đức Thành        | THPT Nguyễn Trãi - Ba Đình, Hà Nội | 20        | 20   | 40       | 0       | 80        |

### Trận 35: Tuần 1 Tháng 3 Quý 3
Phát sóng: 10 giờ ngày 11 tháng 4 năm 2004
| Họ và tên thí sinh | Trường                        | Khởi động | VCNV | Tăng tốc | Về đích | Tổng điểm |
| ------------------ | ----------------------------- | --------- | ---- | -------- | ------- | --------- |
| Cao Thị Xuyến      | THPT Thạch Thất, Hà Nội       | 20        | 40   | 0        | 30      | 90        |
| Quách Thu Trang    | THPT Nguyễn Gia Thiều, Hà Nội | 30        | 0    | -20      | 20      | 30        |
| Trần Thị Thu Hương | THPT Xuân Hoà, Vĩnh Phúc      | 40        | 20   | -40      | 20      | 40        |
| Huỳnh Công Thịnh   | THPT số 1 Đức Phổ, Quảng Ngãi | 50        | 20   | 40       | 30      | 140       |

### Trận 41: Tuần 2 Tháng 1 Quý 4
Phát sóng: 10 giờ ngày 23 tháng 5 năm 2004
| Họ và tên thí sinh  | Trường                         | Khởi động | VCNV | Tăng tốc | Về đích | Tổng điểm |
| ------------------- | ------------------------------ | --------- | ---- | -------- | ------- | --------- |
| Trần Thị Thuỳ Dương | THPT Mộc Hoá, Long An          | 0         | 40   | 40       | 10      | 90        |
| Lê Thị Lan Phương   | THPT Chuyên Bảo Lộc, Lâm Đồng  | 30        | 20   | 40       | -10     | 80        |
| Lê Bảo Khánh        | THPT Chuyên Nguyễn Huệ, Hà Nội | 10        | 20   | 20       | 10      | 60        |
| Triệu Thị Kim Dung  | THPT Trần Hưng Đạo, Hà Nội     | 10        | 20   | 60       | 10      | 100       |

### Trận 53: Chung kết năm
Phát sóng trực tiếp: 9 giờ ngày 22 tháng 8 năm 2004
| Họ và tên thí sinh     | Trường                                 | Khởi động | VCNV | Tăng tốc | Về đích | Tổng điểm |
| ---------------------- | -------------------------------------- | --------- | ---- | -------- | ------- | --------- |
| Nguyễn Trung Dũng      | THPT Chu Văn An, Thái Nguyên           | 40        | 20   | 80       | 0       | 140       |
| Nguyễn Nguyễn Thái Bảo | THPT Chuyên Quốc học, Thừa Thiên - Huế | 60        | 40   | 60       | 50      | 210       |
| Đỗ Lâm Hoàng           | THPT Gò Vấp, TP. Hồ Chí Minh           | 50        | 60   | 60       | 50      | 220       |
| Nguyễn Thị Ngọc Thơ    | THPT Chuyên Nguyễn Tất Thành, Kon Tum  | 40        | 60   | 40       | 60      | 200       |

- Dẫn chương trình tại các điểm cầu: Vũ Thanh Hường (điểm cầu Thái Nguyên), Trịnh Bảo Vân (điểm cầu Thừa Thiên Huế), Trịnh Long Vũ (điểm cầu TP.HCM), Nguyễn Tùng Chi (điểm cầu Kon Tum)

## Một số sự việc liên quan

### Thí sinh chỉ ra sai lầm của cố vấn
Trong cuộc thi quý 3 phát sóng ngày 9 tháng 5 năm 2004, một thí sinh đến từ Nam Định đã đưa ra câu trả lời cho câu hỏi thuộc lĩnh vực Khoa học tự nhiên ở phần thi Về đích. Cố vấn của chương trình (một tiến sĩ Toán học) đã không công nhận câu trả lời này, nhưng thí sinh vẫn kiên quyết bảo vệ đáp án, thậm chí còn chỉ ra được sai sót trong lời giải thích của cố vấn. Cuối cùng, thí sinh này đã giành được 30 điểm trong sự ngưỡng mộ của tất cả những người có mặt ở trường quay cũng như khán giả truyền hình.

### Về điểm số trong trận chung kết năm
Chỉ kém nhà vô địch lần lượt 10 điểm, 20 điểm, hai thí sinh Nguyễn Nguyễn Thái Bảo (THPT Chuyên Quốc học Huế, Thừa Thiên Huế) và Nguyễn Thị Ngọc Thơ (THPT Chuyên Kon Tum, Kon Tum) khiến cổ động viên không khỏi tiếc nuối. Nam sinh Nguyễn Trung Dũng (THPT Chu Văn An, Thái Nguyên) giành 140 điểm chung cuộc.
Cả 4 "nhà leo núi" tỏ ra ngang tài ngang sức khi bám đuổi nhau từng điểm số trong suốt 3 vòng thi Khởi động, Vượt chướng ngại vật và Tăng tốc. Cuộc đua trở nên quyết liệt, gay cấn khi các thí sinh bứt phá ở vòng thi Về đích.
Họ không ngại chọn câu hỏi 30 điểm để nâng cao quỹ điểm. Kết thúc lượt câu hỏi thứ nhất ở phần thi này, điểm số của Trung Dũng, Thái Bảo, Lâm Hoàng, Ngọc Thơ lần lượt là 170, 180, 190 và 170 điểm.
Ở lượt 2, Lâm Hoàng giành quyền trả lời câu hỏi thuộc lĩnh vực Văn học từ Trung Dũng và ghi thêm 30 điểm, tăng quỹ điểm lên 220. Điểm số này giúp nam sinh Sài Gòn chiến thắng, nhận học bổng du học 35.000 USD.
Sự cố không thống nhất ý kiến của MC Lưu Minh Vũ và ban cố vấn chương trình khi cho điểm thí sinh Lâm Hoàng ở câu hỏi Về đích gần cuối cũng gây tranh cãi vào thời điểm đó. Câu trả lời tự tin nhưng hơi dài dòng của Hoàng được MC Minh Vũ chấp nhận, cho 20 điểm, nhưng một lúc sau đó ban cố vấn mới đưa ra ý kiến ngược lại.
Lâm Hoàng khá "sốc" trước quyết định này, bởi Thái Bảo chỉ kém cậu đúng 10 điểm. Ban tổ chức thay câu hỏi khác cho Hoàng và nói đại ý nếu nam sinh trả lời đúng câu hỏi này sẽ được cộng 20 điểm vừa bị trừ ở câu trước.
Dù rất xúc động và mất bình tĩnh, Lâm Hoàng vẫn trả lời đúng câu hỏi sau thời gian suy nghĩ vừa vặn 30 giây để giành chiến thắng. Cổ động viên bức xúc khi cho rằng nếu không có sai sót từ chương trình, có thể Nguyễn Nguyễn Thái Bảo mới là nhà vô địch năm thứ 5.